# Idaea fimbriolata
Idaea fimbriolata är en fjärilsart som beskrevs av Stephens 1831. Idaea fimbriolata ingår i släktet Idaea och familjen mätare. Inga underarter finns listade i Catalogue of Life.